# Благоевград
Благоевград (буг. Благоевград) је један од значајних градова Бугарске у југозападном делу земље. Средиште је Благоевградске области, у долини реке Струме. 

## Географија
Благоевград је познат као средиште историјске области Пиринске Македоније. Град Благоевград развио се у средњем делу долине реке Струме на 310 m н. в., на месту где се путеви са севера сабирају у долини. 
Град је најважнија раскрсница на путу Софија - Солун, а од престонице Софије Благоевград је удаљен 101 km.

## Историја
У близини налази Благоевграда пронађено је античко трачко насеље Скоптопара, као и минерални извори, који још увек имају функцију бање. 
Током османске власти од 1396. до 1878. године град се звао Џумаја (бугарски: Джумая), а до 1950. године, звао се Горња Џумаја (бугарски: Горна Джумая). Ново име је добио по оснивачу Бугарске радничко социјалдемократске партије Димитру Благоеву.

## Становништво
Према последњем попису из 2011. године, 95,6% становништва у Благоевграду су Бугари, а од мањинских група присутни су само Роми са 2,8%. Питање месног македонског идентитета је контроверзно за званичну Бугарску и оно се потпуно ниподаштава.

## Привреда
Веома је развијена трговина дуваном, шумска, текстилна индустрија, као и занатство. Убраја се међу највеће центре дуванске индустрије на Балканском полуострву. Јужно од града су налазишта угља.
Благоевград је познат и по добро очуваном старом градском језгру. У граду се налазе Југозападни универзитет Неофит Рилски и Амерички универзитет у Бугарској.
У околини града су туристичка одредишта Рилски манастир и Банско.

## Познате личности
- Димитар Бербатов, бугарски фудбалер

## Партнерски градови
- Делчево
- Сер
- Стони Београд
- Лече
- Жилина

## Галерија
- Амерички универзитет у Благоевграду
- Амерички универзитет у Благоевграду
- Центар града
- Центар града
- Центар града
- Центар града
- Статуа Димитра Благоева